# Imperium (utwór)
Imperium – książka autorstwa Antonio Negri i Michaela Hardta.
Zdaniem autorów mamy do czynienia z narodzinami Imperium. Skończyły się czasy imperializmu, Stany Zjednoczone Ameryki ani żadne inne państwo narodowe nie jest już w stanie stworzyć projektu imperialistycznego. Jednocześnie powoli gaśnie władza państw narodowych – mają one coraz mniejszą zdolność kontrolowania ekonomicznej i kulturalnej wymiany, a to jest, zdaniem A. Negri i M. Hardta, zwiastunem ery Imperium. Imperium nabiera kształtu wtedy, gdy język i komunikacja - czyli niematerialna praca i kooperacja stają się dominującą siłą produkcyjną.

## Cechy Imperium
- nie ustanawia geograficznego centrum władzy
- nie wymaga trwałych granic i barier
- jest zdecentralizowanym, aterytorialnym aparatem władzy

## Etapy przejścia, ewolucji od imperializmu do Imperium
1. proces dekolonizacji, który stopniowo modyfikował światowy rynek
2. stopniowa decentralizacja produkcji
3. budowanie struktury międzynarodowych stosunków

## Umiejscowienie władzy w Imperium
Mamy do czynienia z piramidalną strukturą globalnej władzy. Możemy wyróżnić trzy segmenty, kondygnacje tej piramidy. Każdy z nich obejmuje kilka podmiotów:
1. Pierwsza kondygnacja piramidy władzy
  1. Wąski szczyt zajmują USA (supermocarstwo, które może działać samodzielnie, ale woli współpracować z innymi w ramach ONZ)
  2. Piramida nieco się poszerza, obejmując grupę państw, które kontrolują globalne instrumenty monetarne (mogą kontrolować wymianę międzynarodową). Państwa te wchodzą w skład m.in. G7, Klubu Paryskiego, Klubu Londyńskiego, Davos, etc.
  3. Trzeci poziom tego segmentu zajmuje szereg stowarzyszeń, które rozlokowują na szczeblu globalnym władzę biopolityczną i kulturową.
2. Druga kondygnacja
  1. Korporacje transnarodowe- sieci przepływu kapitału, technologii, ludności
  2. Suwerenne państwa narodowe (często podporządkowane władzy ponadnarodowych korporacji)
3. Trzecia kondygnacja: Najszersza, mieści grupy reprezentujące interesy ogółu w globalnym układzie sił. Globalne społeczeństwo reprezentowane jest przez organizacje względnie niezależne od państw narodowych i kapitału.

## Rola państw narodowych w dobie Imperium
Funkcja państw narodowych ogranicza się do:
- politycznej mediacji w odniesieniu do globalnych, hegemonicznych mocarstw
- negocjacji w odniesieniu do korporacji transnarodowych
- redystrybucji dochodów według biopolitycznych potrzeb na własnym terytorium

## Możliwości i wyzwania
Przejście do fazy Imperium i procesy globalizacji, które mu towarzyszą, to otwarcie nowych możliwości siłom wolnościowym. 
Zdaniem autorów Imperium, nasze polityczne zadanie nie polega na przeciwstawianiu się tym procesom, lecz na ich rozpoznaniu i skierowaniu ku innym celom: ludzie będą musieli stworzyć nowe formy demokracji i władzy przedstawicielskiej.